# Poissonovo rozdělení

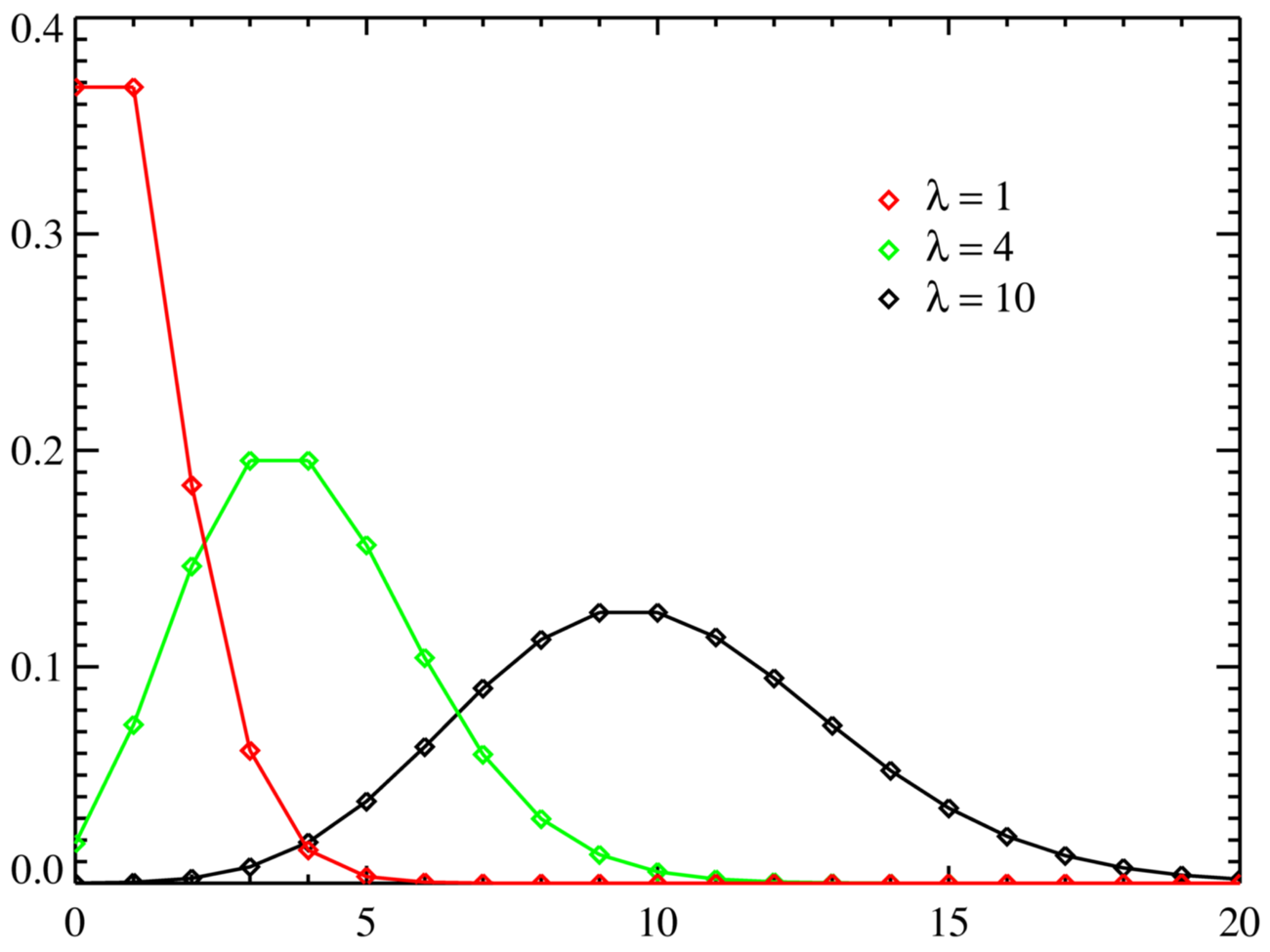
Pravděpodobnostní funkce

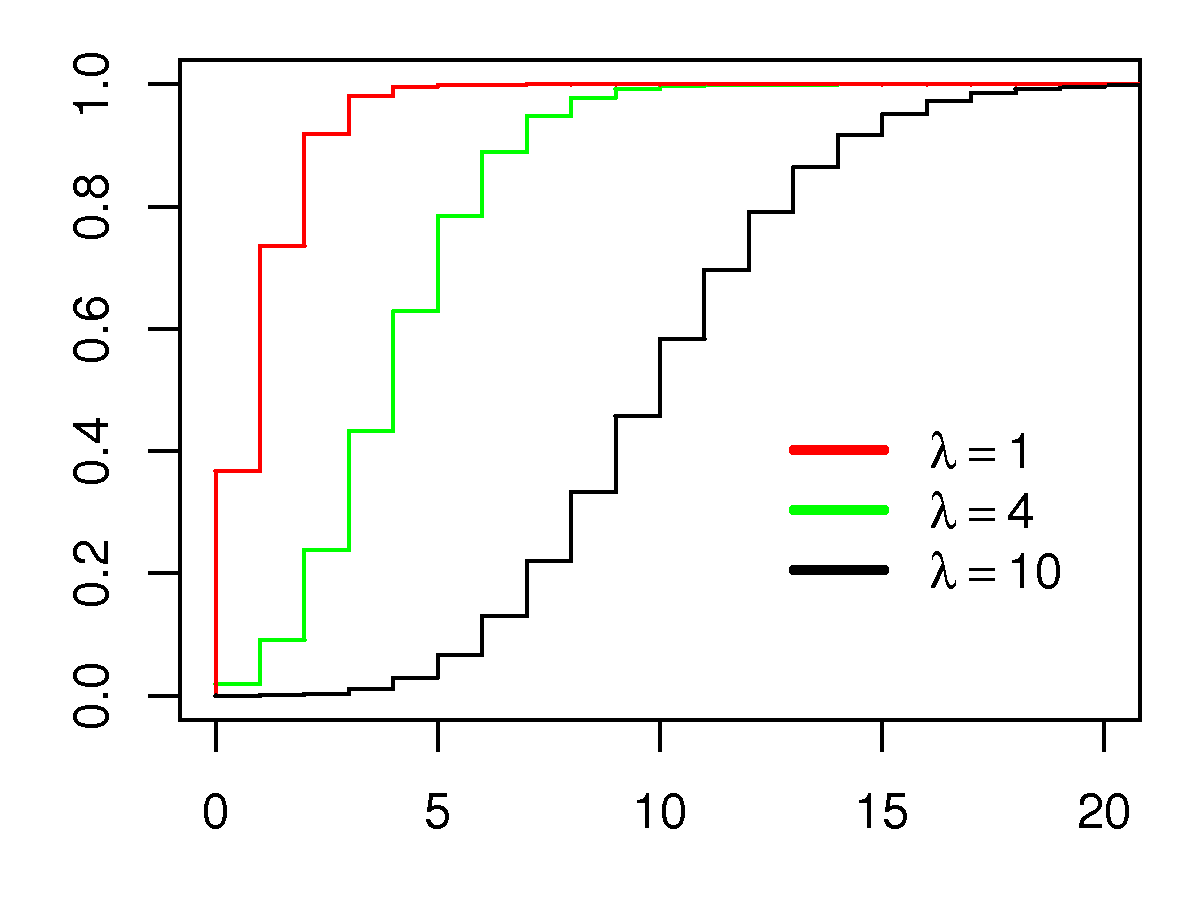
Distribuční funkce

Poissonovo rozdělení pravděpodobnosti popisuje náhodnou veličinu, která vyjadřuje počet výskytů jevů v určitém intervalu (času, délky, objemu), když jevy nastávají nezávisle na sobě. Pojmenováno je podle Siméona Denise Poissona.
Například, občas nám přijde dopis (to je náš jev, událost). Během roku dostaneme 1460 dopisů, tj. v průměru 4 za den. Počet příchozích dopisů během jednoho dne (to je náš časový interval) se řídí Poissonovým rozdělením. Nejvyšší je pravděpodobnost, že přijdou 4 dopisy. Pravděpodobnost dvou dopisů je o něco menší. Pravděpodobnost, že jich přijde 100, je téměř nulová.
Poissonovo rozdělení bývá označováno jako rozdělení řídkých jevů, neboť se podle něj řídí četnosti jevů, které mají velmi malou pravděpodobnost výskytu. Poissonovo rozdělení se používá k aproximaci binomického rozdělení pro velký počet pokusů, tzn. {\displaystyle n\to \infty } a malou pravděpodobnost výskytu sledovaného jevu v jednom pokusu, tzn. {\displaystyle p\to 0}. Obvykle můžeme binomické rozdělení aproximovat Poissonovým tehdy, pokud {\displaystyle n>30} a {\displaystyle p\leq {\frac {1}{10}}}. V takovém případě je {\displaystyle \lambda =np}.

## Rozdělení pravděpodobnosti
Poissonovo rozdělení pravděpodobnosti lze pro všechny hodnoty {\displaystyle x=0,1,2,...} náhodné veličiny {\displaystyle X} vyjádřit pomocí parametru {\displaystyle \lambda >0} jako
{\displaystyle P(X=x)={\frac {\lambda ^{x}}{x!}}\mathrm {e} ^{-\lambda }}
pozn. e značí Eulerovo číslo

## Charakteristiky rozdělení
Poissonovo rozdělení lze také popsat některými charakteristikami.
Střední hodnota Poissonova rozdělení je
{\displaystyle \operatorname {E} (X)=\lambda }
Rozptyl má hodnotu
{\displaystyle \operatorname {D} (X)=\sigma ^{2}(X)=\lambda }
Pro koeficient šikmosti dostaneme
{\displaystyle \gamma _{1}={\frac {1}{\sqrt {\lambda }}}}
Hodnota koeficientu špičatosti je
{\displaystyle \gamma _{2}={\frac {1}{\lambda }}}
Momentová vytvořující funkce Poissonova rozdělení má tvar
{\displaystyle m(z)=\mathrm {e} ^{\lambda (\mathrm {e} ^{z}-1)}}

## Vícerozměrné Poissonovo rozdělení
Vícerozměrné Poissonovo rozdělení je rozdělení náhodného vektoru {\displaystyle X}, jehož složky {\displaystyle X_{i}} pro {\displaystyle i=1,2,...,n} mají Poissonovo rozdělení s parametry {\displaystyle \lambda _{i}}. Sdruženou pravděpodobnost vícerozměrného Poissonova rozdělení lze vyjádřit jako
{\displaystyle P(x_{1},x_{2},...,x_{n})=\left\{{\begin{matrix}\mathrm {e} ^{-\sum _{i=1}^{n}\lambda _{i}}{\frac {\lambda _{1}^{x_{1}}\lambda _{2}^{x_{2}}\cdots \lambda _{n}^{x_{n}}}{x_{1}!x_{2}!\cdots x_{n}!}}&{\mbox{ pro }}x_{i}=0,1,2,...,\;\lambda _{i}>0\\0&{\mbox{ jinak }}\end{matrix}}\right.}
pro {\displaystyle i=1,2,...,n}.
Momentovou vytvořující funkci lze zapsat ve tvaru
{\displaystyle m(z_{1},z_{2},...,z_{n})=\mathrm {e} ^{\sum _{i=1}^{n}\lambda _{i}\left(\mathrm {e} ^{z_{i}}-1\right)}}

## Příklady
- Velký význam má Poissonovo rozdělení v teorii hromadné obsluhy, kde popisuje takové náhodné jevy, jako jsou příchody zákazníků.
- Počet pulsů registrovaných GM-trubicí za zvolený časový interval.
- Počet aut, která projedou určitým místem za daný čas.
- Počet branek za fotbalový zápas.